# Negrosi füleskuvik
A negrosi füleskuvik (Otus nigrorum) a madarak (Aves) osztályának a bagolyalakúak (Strigiformes) rendjéhez, ezen belül a bagolyfélék (Strigidae) családjához tartozó faj.

## Rendszerezése
A fajt Austin L. Rand kanadai zoológus írta le 1950-ben, a hindu füleskuvik (Otus bakkamoena) alfajaként Otus bakkamoena nigrorum néven.

## Előfordulása
A Fülöp-szigetekhez tartozó Panay és Negros szigetén honos. Természetes élőhelyei a szubtrópusi és trópusi síkvidéki  és hegyi esőerdők. Állandó, nem vonuló faj.

## Természetvédelmi helyzete
Az elterjedési területe nem nagy és csökken, egyedszáma 1000-2499 példány közötti és szintén csökken. A Természetvédelmi Világszövetség Vörös listáján sebezhető fajként szerepel.